# Stinstedt (Loxstedt)
Stinstedt (niederdeutsch Stinst) ist eine Ortschaft in der Einheitsgemeinde Loxstedt im niedersächsischen Landkreis Cuxhaven.

## Geografie

### Lage
Stinstedt liegt südöstlich der kreisfreien Großstadt Bremerhaven an der Gemeindegrenze zur Einheitsgemeinde Beverstedt, die an dem gleichnamigen Bach verläuft.

### Nachbarorte
| Bexhövede |                                                                     | Donnern                                 |
|           | Kompassrose, die auf Nachbargemeinden zeigt                         |                                         |
| Düring    | Lunestedt – Ortsteil Westerbeverstedt (Einheitsgemeinde Beverstedt) | Heerstedt (Einheitsgemeinde Beverstedt) |

(Quelle:)

## Geschichte
Stinstedt wurde im Jahre 1232 ursprünglich als Haufendorf angelegt. Um 1500 war das Dorf im Kirchspiel Beverstedt eingepfarrt und gehörte zur Börde Beverstedt. Des Weiteren lässt sich eine Zugehörigkeit zum Adeligen Gericht Beverstedt und Amt Beverstedt (1851–1859) nachweisen. Während der Franzosenzeit war das Dorf der Kommune Bexhövede im Kanton Bremerlehe zugeteilt. Von 1859 bis 1885 gehörte Stinstedt zum Amt Lehe sowie anschließend zu den Kreisen Geestemünde und Wesermünde. Im Jahre 1876 wurde die Gemarkung Stinstedt gebildet.
Ein Dorferneuerungsprogramm wurde vor einigen Jahren abgeschlossen.

### Eingemeindungen
Von 1971 bis 1974 war der Ort eine Mitgliedsgemeinde der Samtgemeinde Loxstedt.
Mit der Gebietsreform in Niedersachsen, die am 1. März 1974 in Kraft trat, verlor Stinstedt seine politische Eigenständigkeit und wurde zu einer Ortschaft der neuen Einheitsgemeinde Loxstedt, da nach der Vorgabe des niedersächsischen Innenministeriums große Einheitsgemeinden im Umland von Großstädten vorgeschrieben waren.

### Einwohnerentwicklung
| Jahr | Einwohner | Quelle |
| ---- | --------- | ------ |
| 1910 | 239       | [ 4 ]  |
| 1925 | 273       | [ 5 ]  |
| 1933 | 292       | [ 5 ]  |
| 1939 | 273       | [ 5 ]  |
| 1950 | 468       | [ 6 ]  |

| Jahr | Einwohner | Quelle |
| ---- | --------- | ------ |
| 1956 | 418       | [ 6 ]  |
| 1973 | 561       | [ 1 ]  |
| 2010 | 843       | [ 7 ]  |
| 2015 | 823       | [ 8 ]  |
| 2019 | 761       | [ 2 ]  |

|  |

## Politik

### Gemeinderat und Bürgermeister
Auf kommunaler Ebene wird die Ortschaft Stinstedt vom Loxstedter Gemeinderat vertreten.

### Ortsvorsteher
Der Ortsvorsteher von Stinstedt ist Carsten Link (SPD). Die Amtszeit läuft von 2016 bis 2021.

### Chronik der Gemeindevorsteher/Bürgermeister/Ortsvorsteher
- 1874–1875: Hinrich Wittschen
- 1876–1906: Georg Geils sen.
- 1906–1921: Georg Geils jun.
- 1915–1919: Heinrich Bischoff, kommissarisch
- 1921–1926: Johann Wrede
- 1926–1933: Georg Geils jun.
- 1933–1945: Otto Jacob Bullwinkel
- 1945–1948: Georg Geils
- 1948–1952: Hinrich Wittschen
- 1952–1964: Willi Geils
- 1964–1968: Johann Nikolaus Bullwinkel
- 1968–1972: Willi Geils
- 1972–1974: Heinz-Hermann Pralle
- 1974–1986: Heinz Bischoff
- 1986–2016: Harald Wrede[10]
- 2016–Dato: Carsten Link

### Wappen
Der Entwurf des Kommunalwappens von Stinstedt stammt von dem Heraldiker und Wappenmaler Albert de Badrihaye, der zahlreiche Wappen im Landkreis Cuxhaven erschaffen hat.
| Wappen von Stinstedt | Blasonierung: „In Silber eine aus rotem, mit einem silbernen Hünengrab (Steintisch) belegten Schildfuß wachsende grüne Eiche mit sieben goldenen Eicheln.“ |
| Wappen von Stinstedt | Wappenbegründung: Das Hünengrab weist auf die Deutung des Ortsnamens als Steinstätte hin. Die Eiche ist ein Sinnbild des Bauerntums, und die sieben Eicheln erinnern daran, dass im Jahre 1951, als das Wappen angenommen wurde, der Gemeinderat aus sieben Personen bestand. |

## Kultur und Sehenswürdigkeiten

### Bauwerke
- Gefallenendenkmal der beiden Weltkriege
- Der 1982 errichtete Gedenkstein zur 750-Jahr-Feier
- Großsteingrab

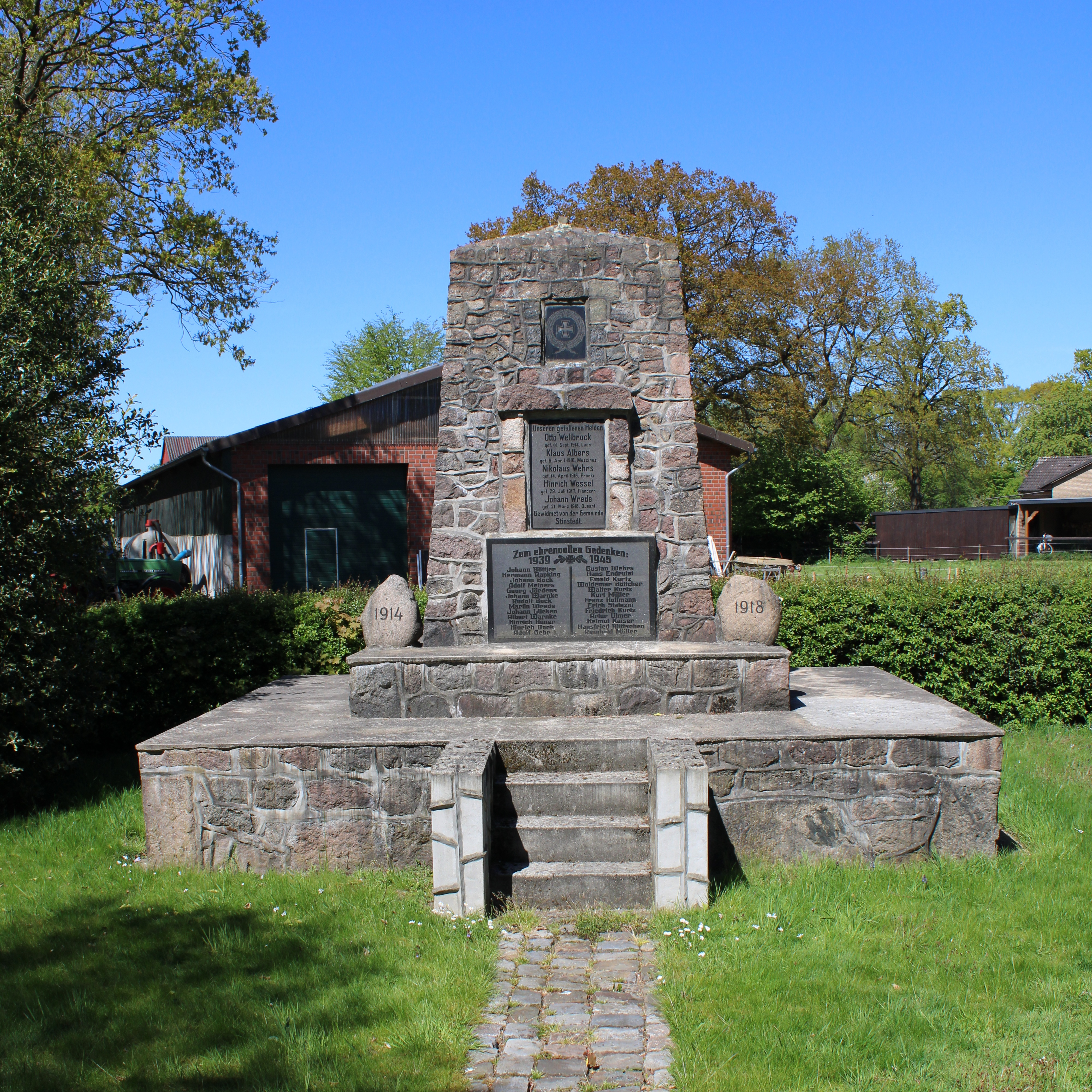
Gefallenendenkmal
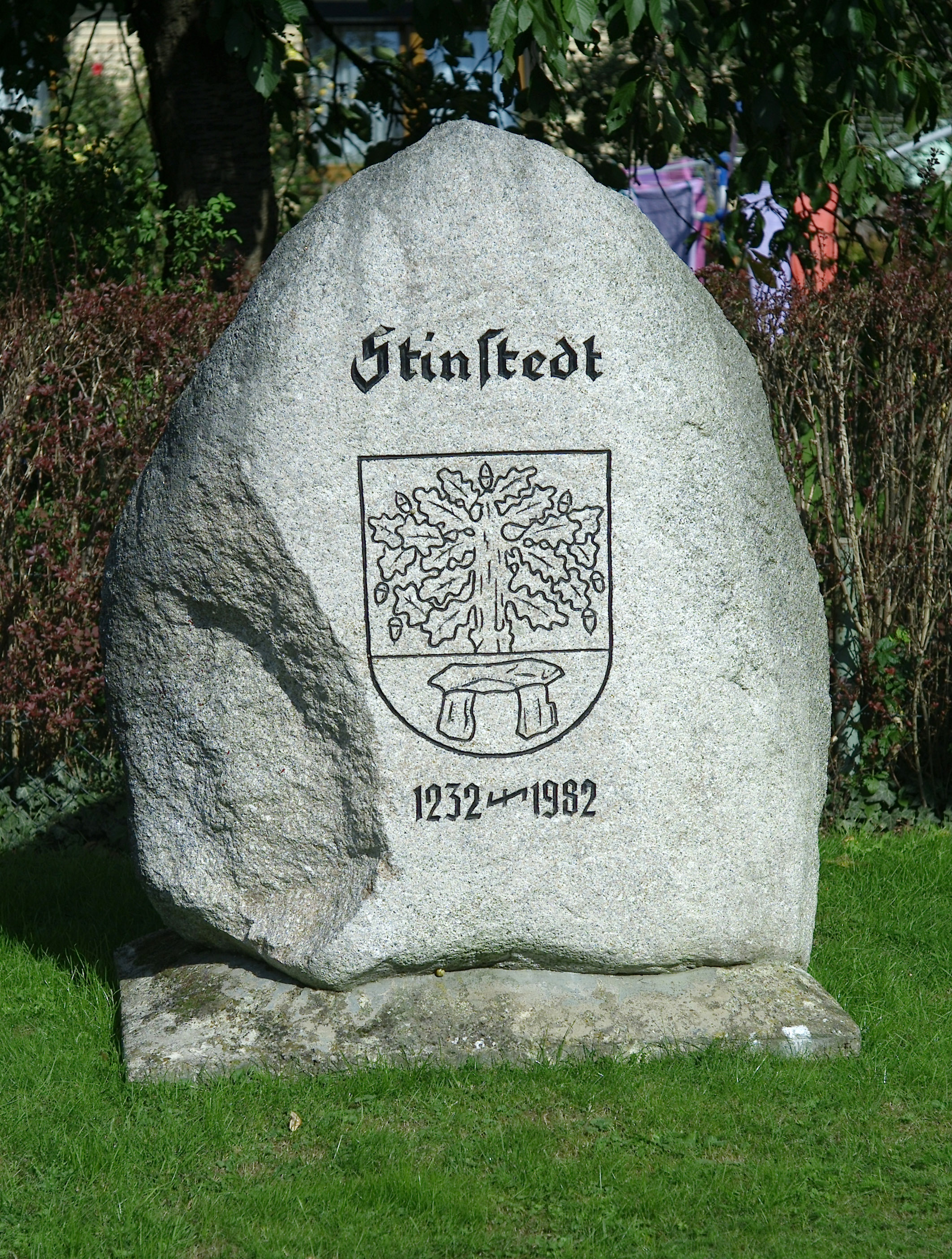
Gedenkstein zur 750-Jahr-Feier

### Vereine und Verbände
- Schützenverein Stinstedt von 1951/60 e. V.
- Seniorenkreis Stinstedt
- SG Stinstedt v. seit 1966 e. V.
- Theater-Spielgruppe Stinstedt
- Brieftaubenzuchtverein „Zurück zur Burg“
- Verband deutscher Soldaten Bexhövede und Umgebung von 1953

## Wirtschaft und Infrastruktur

### Öffentliche Einrichtungen
- Ortsgemeinschaftshaus
- Kindergarten
- Sportplatz
- Freiwillige Feuerwehr

### Verkehr
Der Ort liegt an der Bundesstraße 71. Eine Buslinie verbindet das Dorf mit Beverstedt und Bremerhaven. Das Fahrtenangebot in Richtung Loxstedt wird durch ein Anrufsammeltaxi ergänzt.

## Persönlichkeiten
Söhne und Töchter des Ortes
- Johann Ganten (1855–1936), Pädagoge und Mitbegründer des Bremerhavener Bürgerparkes